# Mistrzostwa Polski w Tenisie Stołowym 1977
Mistrzostwa Polski w Tenisie Stołowym 1977 – 45. edycja mistrzostw, która odbyła się w 1977 roku w Krośnie.

## Medaliści
| Konkurencja             | Złoty                                                                             | Srebrny                                                                       | Brązowy                                                                             |
| Gra pojedyncza mężczyzn | Stanisław Frączyk (Włókniarz Łódź)                                                | Marek Skibiński (AZS Gliwice)                                                 | Stefan Dryszel (AZS Gliwice)                                                        |
| Gra pojedyncza kobiet   | Jolanta Szatko (Banda Kraków)                                                     | Małgorzata Urbańska (Włókniarz Łódź)                                          | Danuta Mania (Odra Wrocław)                                                         |
| Gra podwójna mężczyzn   | Stanisław Frączyk (Włókniarz Łódź) Marek Skibiński (AZS Gliwice)                  | Ryszard Czochański (Siarka Tarnobrzeg) Andrzej Grubba (AZS Gdańsk)            | Andrzej Baranowski (GKS Jastrzębie-Zdrój) Adam Pade (Zagłębie Lubin)                |
| Gra podwójna kobiet     | Jolanta Szatko (Banda Kraków) Weronika Sikora (ROW Rybnik)                        | Jadwiga Chądzyńska (Ślęza Wrocław) Danuta Mania (Odra Wrocław)                | Danuta Szmidt-Calińska (Warszawianka Warszawa) Halina Frankowska (Spójnia Warszawa) |
| Gra mieszana            | Stanisław Frączyk (Włókniarz Łódź) Danuta Szmidt-Calińska (Warszawianka Warszawa) | Andrzej Baranowski (GKS Jastrzębie-Zdrój) Helena Cyran (GKS Jastrzębie-Zdrój) | Witold Woźnica (AZS Gliwice) Małgorzata Kębłowska (Motor Lublin)                    |